# Evolutionistische Volkspartij
De Evolutionistische Volkspartij (Spaans: Partido Popular Evolucionista, PPE) was een politieke partij in Mexico.
De partij werd opgericht in 1911, kort na de val van Porfirio Díaz, en bestond voornamelijk uit científicos, de positivistische adviseurs van Díaz. De evolutionisten verzetten zich tegen de politieke en sociale verandering die na Díaz val in gang werden gebracht, omdat deze de natuurlijke 'evolutie' van het Mexicaanse volk zouden verstoren. Dergelijke ideeën waren afkomstig van Justo Sierra Méndez, een van Mexico's meest vooraanstaande intellectuelen, en deden een sociaal darwinistische invloed verraden.
Bij de presidentsverkiezingen die in 1911 werden georganiseerd steunde de PPE geen enkele kandidaat, en tijdens de regering van Francisco I. Madero (1911-1913) zat de partij in de oppositie. De partij steunde de dictatuur van Victoriano Huerta (1913-1914), en verdween na diens val.
PAN · PRI · PVEM · PT · MC · Morena